# Emilio Ferrero
Pour les articles homonymes, voir Ferrero.
Emilio Maurizio Ferrero (Coni, 13 janvier 1819 – Florence, 1er décembre 1887) est un général et un homme politique italien.
Il a été le commandant de l'une des divisions du corps d'observation de l'Italie centrale lors des préparatifs de la prise de Rome en 1870.
Emilio Ferrero a été sénateur du royaume d'Italie au cours de la XIVe législature.
Il a été ministre de la Guerre du royaume d'Italie au sein des gouvernements, Cairoli III, Depretis IV, Depretis V et Depretis VI.

## Biographie
Emilio Ferrero est né à Coni le 13 janvier 1819, fils de Filippo et Rosalia D'Arlor, il entre à l'Académie militaire de Turin le 4 avril 1829, où il termine ses études, obtenant le grade de sous-lieutenant en 1837. Enrôlé dans le corps des ingénieurs, il y poursuit sa carrière, atteignant le grade de capitaine (capitano). Il a participé à la première guerre d'indépendance, obtenant une mention honorable pour le siège de Peschiera en 1848 et la médaille d'argent de la valeur militaire pour la bataille de Novara l'année suivante. En 1855-56, il fait partie du corps expéditionnaire sarde en Crimée, où il reçoit une autre mention pour sa marche offensive sur Tchernaïa. En 1859, il reçoit le grade d'officier de l'Ordre militaire de Savoie pour sa conduite dans la guerre contre les Autrichiens. La même année, il passe à l'infanterie et obtient le commandement du 4e régiment de grenadiers qu'il dirige pendant l'expédition en Ombrie et dans les Marches, se distinguant dans la bataille d'Ancône et obtenant une autre médaille d'argent. Le 17 novembre 1860, il est nommé colonel  (colonello) et est appelé comme secrétaire dans la Commission d'examen, commissionnée par le ministre de la Guerre Manfredo Fanti et présidée par le général Enrico Morozzo Della Rocca, qui avait pour tâche d'examiner la position des officiers de Giuseppe Garibaldi qui demandaient à être inclus dans l'armée italienne.
En 1862, il prend le commandement de la brigade "Parma"; l'année suivante, nommé général de division (Maggiore generale), il devient directeur de l'Académie militaire de Modène, l'institut de formation des officiers d'infanterie et de cavalerie créé en 1859 pour fournir des cadres à l'armée de la Ligue des provinces centrales, qui se fondit ensuite dans l'armée sarde. Il occupe ce poste pendant trois ans, avant de prendre le commandement de la brigade " Parma ", qui participe à la guerre, lors du conflit avec l'Autriche (Troisième guerre d'indépendance) en 1866. De 1867 à 1870, il reste à la disposition du ministère de la Guerre, qui lui confie temporairement les divisions territoriales de Pérouse d'abord, puis de Brescia et enfin de Parme. En 1870, il commande la 13e division, qui fait partie des troupes, dirigées par le général Raffaele Cadorna, envoyées à la conquête de Rome. C'est l'artillerie de Ferrero qui a ouvert la brèche dans les fortifications du Capitole, mais la contribution de ses unités aux opérations a certainement été marginale. Promu lieutenant général (tenente generale) la même année, il rejoint le Comité des armes de ligne, l'organe de contrôle technique chargé d'assister le travail du ministre. En 1875, il prend le commandement de la 2e division et cinq ans plus tard, en 1880, il dirige le 9e corps d'armée stationné à Bari.
Désormais au sommet de la hiérarchie militaire, Ferrero, qui n'avait jamais manifesté d'intérêt pour la politique par le passé, est invité en mars 1881 à reprendre la responsabilité de l'administration militaire du défunt ministre général Bernardino Milon. Selon les Souvenirs du général Luigi Pelloux, secrétaire général du ministère de la Guerre avec Ferrero, la nomination était due au Premier ministre Benedetto Cairoli, qui connaissait Ferrero depuis de nombreuses années. Cairoli qui avait rencontré Ferrero en octobre de l'année précédente lors d'un voyage des souverains dans les Pouilles. Il est certain que la nomination de Ferrero, qui a eu lieu le 4 avril 1881, est intervenue après l'abandon des candidatures des généraux T. Bocca et Luigi Mezzacapo. Bocca et Mezzacapo avaient été abandonnés, ainsi que celui de Pelloux lui-même, qui avait un rang hiérarchique trop bas à l'époque pour ne pas susciter appréhension et perplexité dans les milieux militaires.
Ressentie dans divers secteurs politiques comme une sorte de "commandement" royal, l'investiture de Ferrero interrompt une période tourmentée de la vie de l'administration militaire, caractérisée par de fréquents changements de ministres et troublée par des controverses sur les fortifications, les effectifs de l'armée et le budget. Ce n'est pas un hasard si la candidature de Mezzacapo, considéré comme l'un des officiers militaires les plus prestigieux, était tombée sur la question du budget, que le général napolitain jugeait trop maigre.
Nommé sénateur de 5e catégorie le 8 avril 1881, Ferrero, après avoir déclaré son intention de poursuivre dans la ligne tracée par son prédécesseur et, surtout, après avoir été confirmé à la Pilotta dans le nouveau cabinet d'Agostino Depretis formé à la fin du mois de mai, entame une série de propositions de réforme qui concernent plusieurs secteurs de l'armée. Entre novembre et décembre, il présente des projets de loi sur le recrutement et l'organisation, sur le district militaire et sur les dépenses extraordinaires. En ce qui concerne le recrutement, il propose de faire passer le nombre de corps d'armée de dix à douze, avec une augmentation de 10 000 du quota annuel de conscription et une augmentation conséquente des effectifs. Afin de contenir l'augmentation des coûts due à cette réforme, il envisage d'utiliser le mécanisme de congé anticipé pour une grande partie du contingent de la conscription, de limiter l'effectif des compagnies en temps de paix à quatre-vingt-dix et de faire en sorte que la force équilibrée ne dépasse pas 200 000 hommes. De cette manière, elle resterait dans les limites d'un budget de 200 millions de lires, jugé acceptable par le Trésor. En même temps, il entendait réorganiser la milice mobile et la rendre effectivement opérationnelle. D'un point de vue strictement militaire, le projet d'ordonnance se traduit par une "croissance déséquilibrée" qui renforce l'ossature de l'armée, mais laisse des secteurs tels que l'artillerie et la cavalerie en plan. Pour le ministre, les caractéristiques essentielles de son projet, devenu loi le 29 juin 1882, sont, d'une part, la nécessité de doter le pays et sa classe dirigeante d'un instrument capable de le placer parmi les grandes puissances du continent et, d'autre part, l'intention de créer un "arsenal" pour l'armée, en phase avec les grandes armées européennes.
L'une des initiatives de Ferrero est la suppression du Comité d'état-major et la création par décret, le 29 juillet 1881, de la fonction de chef d'état-major de l'armée, fonction qui implique l'étude technique des problèmes liés à la défense du pays et à la préparation militaire.
D'un point de vue législatif, l'activité de Ferrero, qui était passée sans encombre par trois cabinets Depretis différents, était intense. C'est à lui que l'on doit la loi créant la position d'auxiliaire pour les officiers, la création du champ de tir national (juillet 1982) et de l'école d'application de la santé militaire (novembre 1982), la loi sur le statut des sous-officiers (juillet 1983) et la création de l'inspection de la cavalerie.
C'est au cours de l'année 1884 que sa position et sa fortune politique commencent à décliner. En mars, il présente à la Chambre des députés un projet de loi pour l'agrandissement de l'artillerie et de la cavalerie (une sorte d'achèvement de l'ordonnance de 1882) et un nouveau plan de 243 millions de lires de dépenses extraordinaires, considéré par le ministre comme une première tranche de crédits nécessaires pour réaliser les indications de la commission qui, depuis 1880, étudie les problèmes de fortifications et de défense de l'État. Ni le premier ni le second projet de Ferrero, qui était déjà atteint de la maladie qui devait le conduire à la mort et qui dut confier à Pelloux le soin de suivre son évolution, n'étaient destinés à avoir une vie facile.
La discussion sur l'expansion de l'artillerie et de la cavalerie, un projet sévèrement critiqué par l'ancien ministre, le général Cesare Francesco Ricotti-Magnani, en raison de la charge qu'il aurait sur le budget, a été reporté de juin à octobre sur proposition du député Luigi Luzzatti, proposition adoptée par le Premier ministre Depretis. Le projet de nouvelles dépenses extraordinaires s'est même heurté à la résistance du ministre du Trésor Agostino Magliani au sein de la commission parlementaire, qui était préoccupé par la situation financière.
Sans aucun doute, 1884 a été une année de difficultés économiques qui ont eu un impact négatif sur de nombreux aspects des activités du gouvernement. Cependant, l'hostilité à l'égard des projets de Ferrero était principalement due à de nouvelles perspectives politiques et à de nouveaux intérêts industriels. En témoigne le fait que, alors que le budget de guerre (qui était passé de 200 à 250 millions de lires sous l'administration de Ferrero) était critiqué et que l'on tentait de limiter les crédits, le gouvernement a présenté de nouveaux crédits extraordinaires pour la marine et a réussi à les faire approuver.
Ferrero est amèrement déçu de ce changement de situation et écrit à Pelloux qu'il est convaincu d'avoir été "délibérément trompé" en lui permettant de présenter les projets de loi.
En octobre 1884, prenant pour prétexte le fait que Pelloux devait être promu et reprendre le service actif, Ferrero décide de démissionner. Quelques jours plus tard, le général et ancien ministre Ricotti-Magnani, représentant de la droite et son adversaire le plus convaincu, prend sa place.
Après avoir quitté le ministère, avec de graves problèmes de santé, Ferrero a demandé et obtenu en 1885 d'être placé dans un poste d'auxiliaire.
Il est décédé à Florence le 1er décembre 1887.

### Promotions militaires
- sous-lieutenant (Sottotenente) (royaume de Sardaigne) en 1837
- Colonel (Colonnello) le 17 novembre 1860
- Général de division (Maggiore generale) en 1863
- Lieutenant général (Tenente generale) en 1870

### Fonctions et titres
- Directeur de l'école militaire d'infanterie et de cavalerie de Modène (1863-[1866])
- Membre du Comité des armes de ligne [1870].

## Décorations
- Chevalier grand-croix décoré du grand cordon de l'ordre de la Couronne d'Italie
- Chevalier grand-croix décoré du grand cordon de l'ordre des Saints-Maurice-et-Lazare
- Commandeur de l'ordre militaire de Savoie
- Médaille d'argent de la valeur militaire (2 attributions)
- Médaille commémorative de la campagne de la guerre d'indépendance (6 barrettes)
- Médaille commémorative de l'Unité italienne

## Sources
- (it) Cet article est partiellement ou en totalité issu de l’article de Wikipédia en italien intitulé « Emilio Ferrero » (voir la liste des auteurs).